# ESPN.com
ESPN.com è il sito web ufficiale di ESPN. È di proprietà di ESPN Internet Ventures, una divisione di ESPN Inc.

## Storia
Dal lancio nell'aprile 1995 come ESPNET.SportsZone.com (ESPNET SportsZone), il sito web ha sviluppato numerose sezioni tra cui: Page 2, SportsNation, ESPN3, ESPN Motion, My ESPN, ESPN Sports Travel, ESPN Video Games, ESPN Insider, ESPN.com's Fanboard, ESPN Fantasy Sports, ESPNU.com e ESPN Search. ESPN.com ha anche collaborazioni con MLB.com, NBA.com, NFL.com, WNBA.com, MLSsoccer.com, NHL.com, Baseball America, Golf Digest, Scouts Inc., Jayski.com, USGA.org, Sherdog.com e Masters.org.
Contiene anche sezioni dedicate ad alcuni sport e leghe, tra cui: National Hockey League, National Football League, Major League Baseball, National Basketball Association, NASCAR, Indy Racing League, NCAA, golf, calcio, sport femminili (ESPNW), cricket ed eSports. Ogni sezione contiene pagine dedicate a: punteggi, squadre, calendari, classifiche, giocatori, transazioni, agenzie di stampa, infortuni e rubriche.

## Giornalisti
Tra i noti giornalisti attuali ed ex di ESPN.com ed ESPNW.com ci sono Allison Glock, Jemele Hill, John Buccigross, Chris Mortensen, John Clayton, Adam Schefter, Andy Katz, Bill Simmons, Jayson Stark, Buster Olney, Paul Lukas, Gene Wojciechowski, Scoop Jackson, Pat Forde, Jim Caple, Michael Smith e, nelle ultime fasi della sua carriera giornalistica, Hunter S. Thompson. Il sito web ha fatto parte del portale MSN dal 2001 al 2004. Nel 2000, la ESPN ha lanciato un sito web in lingua spagnola, ESPN Deportes.com.